# .gy
.gy es el dominio de nivel superior geográfico (ccTLD) para Guyana.